# Programme spatial soviétique et russe
Le programme spatial russe regroupe l'ensemble des activités spatiales civiles ou militaires de la Russie. 
Celle-ci a hérité dans le domaine de l'astronautique de la majorité des réalisations de l'Union des républiques socialistes soviétiques qui avait dominé la scène spatiale au début des années 1960. Ce même programme qui a été créé par Sergueï Korolev le 31 juillet 1956. La Russie reste aujourd'hui la deuxième puissance spatiale mondiale avec des activités très diversifiées. Elle joue notamment un rôle majeur dans la Station spatiale internationale en fournissant un tiers des composants et en assurant pour le compte des autres participants à la fois la relève des équipages et une partie du ravitaillement en consommables. La Russie dispose d'une gamme complète de lanceurs qui sont utilisés à la fois pour satisfaire des besoins domestiques et pour répondre à la demande commerciale internationale. La Russie possède son propre système de navigation par satellite Glonass ainsi que d'un réseau national de télécommunications s'appuyant sur une constellation de satellites télécommunications placées à la fois en orbite haute (Molnia) et géostationnaire. La composante spatiale militaire est également importante avec une flotte de satellites de reconnaissance et de satellites d'alerte avancée.
Des pionniers de l'astronautique tels que Constantin Tsiolkovski inspirent très tôt des ingénieurs talentueux comme Mikhaïl Tikhonravov, Sergueï Korolev et Valentin Glouchko. L'Union soviétique est la première nation sous l'impulsion décisive de Korolev à se lancer dans la réalisation d'un lanceur en utilisant les capacités de son premier missile balistique intercontinental R-7 Semiorka. Après avoir placé en orbite le premier satellite artificiel Spoutnik 1 en 1957, l'astronautique soviétique multiplie au cours des années suivantes les premières : premier homme placé en orbite (Youri Gagarine en 1961), première photo de la face cachée de la Lune, première sortie extravéhiculaire. Les États-Unis se lancent dans la course à l'espace et mettent sur pied le programme Apollo destiné à amener des hommes sur la Lune. L'Union soviétique après quelques hésitations décide de développer son propre programme lunaire mais échoue pour des raisons à la fois techniques et organisationnelles. Des réalisations soviétiques remarquables sont néanmoins réalisées dans les décennies suivantes avec les sondes spatiales, la navette Bourane, le lanceur lourd Energia et les stations spatiales Saliout et Mir. L'éclatement de l'Union soviétique et la crise économique qui s'ensuit mettent fin aux programmes les plus ambitieux et l'industrie spatiale russe traverse une période de crise aiguë : effondrement des budgets consacrés au spatial, désorganisation du tissu économique et "disparition" de pans entiers de l'industrie spatiale désormais localisés en Ukraine. Au cours des années 1990 l'industrie spatiale russe recherche des alliances pour sa survie. Elle devient un fournisseur majeur des constructeurs de fusée américains à travers des programmes comme Atlas ou Antares et commercialise ses capacités de lancement à travers des sociétés à capitaux mixtes comme ILS ou Starsem. L'outil industriel est restructuré.
Malgré des moyens plus réduits qu'à ses débuts, les responsables russes nourrissent toujours aujourd'hui des ambitions spatiales importantes qui sont appuyées par la volonté politique du dirigeant russe Vladimir Poutine et le redressement économique de la Russie dans la deuxième moitié des années 2000. Le développement d'une nouvelle famille de lanceurs, longtemps retardée, passe dans une phase active : la fusée modulaire Angara doit notamment remplacer le lanceur Proton à la fin des années 2010. La Russie relance également son programme de sondes spatiales, complètement délaissé au cours des deux dernières décennies, notamment avec la sonde Phobos-Grunt ainsi que la réalisation de télescopes et observatoires spatiaux. Malgré le redressement économique, le programme spatial russe est confronté de manière chronique à des problèmes de financement qui entrainent un allongement anormal des délais. Il est par ailleurs miné par des problèmes croissants de fiabilité qui affectent à la fois les lanceurs et les véhicules spatiaux. Pour tenter d'améliorer ces points faibles, l'industrie russe, dont les effectifs ont été divisés par 5 depuis l'ère soviétique, a été profondément réorganisée avec la fusion de nombreuses entités et une renationalisation au sein de Roscosmos passant du statut d'agence spatiale à celui de conglomérat d'état.

## Historique

### Les pionniers

#### Constantin Tsiolkovski
Constantin Tsiolkovski né en 1857 à Riazan est considéré comme le père et le théoricien de l'astronautique moderne. Il décrit une fusée à propergols liquides (hydrogène/oxygène) et aborde la technique du mélange des propergols, la forme de la chambre de combustion, son refroidissement par circulation du carburant, le guidage de la trajectoire par surfaces mobiles placées dans le jet de gaz, la stabilisation gyroscopique de la fusée, principes qui seront repris par la suite. Il écrit la loi fondamentale du rapport de masse impliquant le découpage de la fusée en plusieurs étages.

#### L'entre deux guerres
Le régime communiste consolide son pouvoir dans les années 1920 et lance un programme massif de recherche et d'industrialisation. Dans ce contexte, deux organismes de recherche sont créés et vont faire un travail de pionnier dans le domaine de l'astronautique :
- le GDL fondé en 1921 par l'ingénieur chimiste Nikolaï Tikhomirov : ce laboratoire de recherche militaire installé à Léningrad rassemble 200 chercheurs travaillant principalement dans le domaine de la propulsion à propergol solide mais aussi de la propulsion à ergols liquides. Dans les années 1930 il est dirigé par Ivan Kleïmenov et emploie notamment Gueorgui Langemak spécialiste de la propulsion à propergol solide et Valentin Glouchko spécialiste de la propulsion à ergols liquides.
- le GIRD qui rassemble à Moscou 60 chercheurs qui développent des prototypes de moteurs, fusées et avions fusées propulsées par des ergols liquides. Fondé en 1931 par Friedrich Tsander il est dirigé par Sergueï Korolev, le futur père de l'astronautique soviétique, et emploie plusieurs spécialistes dont Mikhaïl Tikhonravov. La première fusée à ergols liquides, GIRD-9, est mise au point par ce laboratoire et lancée le 17 aout 1933.

À l'initiative du maréchal Mikhaïl Toukhatchevski, le GDL et le GIRD moscovite sont fusionnées au sein de l'Institut de recherche scientifique sur les moteurs à réaction (RNII). Le nouvel ensemble est dirigé par l'ancien responsable du GDL Kleïmenov, avec comme adjoint Korolev. Le nouvel ensemble poursuit un temps le travail de recherche fondamentale dans le domaine de la propulsion et du guidage des fusées, mais les purges staliniennes cassent cette dynamique en 1937 : certains des chercheurs les plus brillants, comme Korolev ou Glouchko, sont emprisonnés, déportés au Goulag ou exécutés sous des prétextes divers. Le RNII se consacre désormais essentiellement à des applications ayant des débouchés militaires immédiats comme les roquettes tirées d'avion ou depuis le sol (katiouchas) ainsi que les fusées utilisées pour l'assistance au décollage des avions.
Le flambeau de la recherche fondamentale est toutefois en partie repris par un petit bureau d'études, SKB-293, installé à Khimki à compter de 1939 et dirigé par Viktor Bolkhovitinov qui travaille sur l'avion-fusée BI-1. Ce prototype de chasseur d'interception est propulsé par un moteur-fusée à ergols liquides fourni par le RNII qui a été rebaptisé en 1937 NII-3. Le SKB-293 regroupe plusieurs ingénieurs qui constitueront par la suite une bonne partie des ingénieurs qui poseront les fondations de l'astronautique soviétique avec Korolev : Boris Tchertok, Alexeï Isaïev, Vassili Michine, Constantin Boushouïev, Mikhail Melnikov. En 1944 ce bureau d'études est fusionné avec le NII-3 pour former le NII-1.

### Le développement des missiles balistiques (1945-1957)
À la fin de la Seconde Guerre mondiale les États-Unis et l'Union soviétique récupèrent la technologie des missiles développée par le régime nazi (V2) ainsi que les spécialistes allemands. L'URSS acquiert rapidement la maitrise de ces techniques et se lance dans la production de missiles balistiques de plus en plus puissants.
Sergueï Korolev est chargé de développer un missile balistique intercontinental capable de transporter une bombe H de 5 tonnes sur 8 000 km. Il crée la fusée de 280 tonnes R-7 dite « Sémiorka » en groupant plusieurs faisceaux de moteurs.

### Les débuts de l'ère spatiale

#### Sergueï Korolevet le premiersatellite artificiel
En juillet 1955, les États-Unis et l'URSS annoncent, chacun de leur côté, qu'ils lanceront un satellite artificiel dans le cadre des travaux scientifiques prévus pour l'Année géophysique internationale (juillet 1957—décembre 1958). Début 1956, Korolev, réussit à convaincre les dirigeants soviétiques d'utiliser son missile comme lanceur spatial.
À la surprise générale, le 4 octobre 1957, l'Union soviétique est la première à placer en orbite le satellite Spoutnik 1.

#### Lacourse à l'espace

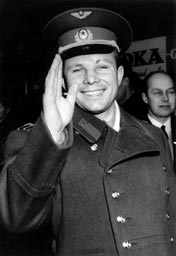
Youri Gagarine premier homme dans l'espace (1961)

Les dirigeants soviétiques ne tardent pas à comprendre le prestige international que le régime peut retirer des succès de sa politique spatiale ; ils décident de se lancer dans un programme spatial ambitieux. Bien que réticent à investir massivement dans le spatial civil, le président américain Dwight D. Eisenhower décide le 29 juillet 1958 de la création d'une agence spatiale civile, la NASA, qui doit permettre de fédérer les efforts américains pour mieux contrer les réussites soviétiques : la course à l'espace est lancée.
Les Soviétiques, qui disposent d'une avance importante et d'une fusée fiable pouvant emporter une grosse charge utile, continuent au cours des années suivantes de multiplier les premières : 
- premier objet artificiel : Spoutnik 1, lancé le 4 octobre 1957 ;
- premier être vivant : la chienne Laïka, le 3 novembre 1957 ;
- première sonde lunaire : Luna 1, le 4 janvier 1959 ;
- premier homme : Youri Gagarine, à bord de Vostok 1 le 12 avril 1961 ;
- première femme : Valentina Terechkova, le 16 juin 1963 ;
- première sortie extravéhiculaire dans l'espace : Alexeï Leonov, le 18 mars 1965 ;
- premier atterrissage réussi sur la Lune : Luna 9, le 3 février 1966.

#### Le programme spatial lunaire
Lorsque les États-Unis mettent sur pied le programme Apollo destiné à amener des hommes sur la Lune, l'Union soviétique, après quelques hésitations, décide de se lancer secrètement dans un programme similaire. Mais l'astronautique soviétique ne dispose plus de l'avance technique qui avait permis ses succès éclatants à la fin des années 1950. Ses responsables ne font pas les bons choix techniques (la technologie du moteur cryogénique H2/O2 n'est pas développée) et le projet est handicapé par les lacunes de l'industrie soviétique dans le domaine électronique et informatique. Les équipes sont par ailleurs divisées et des projets concurrents sont développés en parallèle. Le programme spatial lunaire est finalement abandonné sans avoir pu lancer un seul cosmonaute.

### Maturité

#### Les stations spatiales
Le concept de station spatiale est une idée ancienne en Union soviétique puisque le pionnier de l'espace Constantin Tsiolkovski l'évoque dès 1903 dans ses écrits. Mais le bureau d'études de Korolev est au milieu des années 1960 accaparé par le développement des missions lunaires et ses projets de station spatiale restent sans suite,. Le développement de la station spatiale se fait initialement sous l'appellation Almaz pour répondre aux besoins des militaires soviétiques. Lorsque le programme habité soviétique lunaire échoue face au programme Apollo en 1970, les dirigeants soviétiques, pour lesquels le spatial a une forte valeur de propagande, choisissent de soutenir le projet d'une station spatiale civile dérivée d'Almaz qui sera renommée Saliout. Parmi les huit stations Saliout lancées, trois sont néanmoins des stations militaires Almaz à l'architecture distincte dont les objectifs militaires sont ainsi dissimulés. Après des débuts difficiles marqués par la perte de plusieurs stations spatiales et la tragédie de Soyouz 11 les Soviétiques apprennent à maitriser tous les aspects des séjours prolongés dans l'espace. Le programme Saliout s'achève en 1986 avec le lancement du premier module de la station Mir largement inspirée de Saliout et dont l'architecture est reprise par la suite pour la réalisation du segment russe de la Station spatiale internationale. Pour ravitailler les stations spatiales et assurer la relève des équipages, les ingénieurs soviétiques mettent au point le vaisseau  spatial Soyouz  et en dérivent le cargo spatial Progress.

#### Les programmes spatiaux
- GIRD
- Intercosmos
- Spoutnik
- Bourane
- Programme Luna
- Programme Lunokhod
- Programme Venera
- Programme Mars
- Programme Voskhod
- Programme Vostok
- Programme Zond

### Les conséquences de l'éclatement de l'Union soviétique et de la crise économique (1990-2000)
En 1987, le programme spatial soviétique semble prospérer. Il emploie environ 400 000 personnes dans les unités de production, les centres de recherche et les installations fixes réparties sur tout le territoire. Cette année-là, l'Union soviétique effectue 97 lancements, un chiffre se situant dans la moyenne des 10 années écoulées. Le lanceur lourd Energia, aboutissement du projet le plus couteux et le plus sophistiqué du programme spatial soviétique, effectue en mai 1987 son premier vol avec succès. Les Soviétiques, qui maintiennent dans leur station spatiale Mir un équipage permanent pour des séjours d'une durée de 6 mois, ont accumulé une expérience que la NASA mettra par la suite plusieurs années à acquérir. Tous les objectifs de la dernière mission d'exploration du système solaire, le programme Vega lancé en 1985, ont été remplis : les deux sondes spatiales ont largué leurs ballons dans l'atmosphère de Vénus, et envoyé des atterrisseurs sur son sol puis survolé la comète de Halley comme prévu.
En 1985, Mikhail Gorbatchev est placé à la tête du pays pour tenter de remettre sur pied une économie soviétique déclinante, car handicapée notamment par  une bureaucratie sclérosée et corrompue ainsi que par le poids du budget de la Défense (évalué à 15/20 % du PIB). Gorbatchev décide de mettre fin au régime autoritaire en encourageant la transparence.  
L'année suivante les deux sondes spatiales martiennes du programme Phobos échouent dans leur mission et pour la première fois des voix s'élèvent pour désigner les responsables. Le budget spatial atteint son pic en 1989 à 6,9 milliards de roubles (soit 1,5 % du PIB) mais l'année suivante il est âprement discuté par les députés qui obtiennent une diminution significative. Les premières répercussions touchent le programme de la navette Bourane qui a effectué son premier vol en 1988. Le vol suivant est d'abord repoussé à 1992 mais il apparait bientôt qu'on ne disposera sans doute pas des fonds permettant de poursuivre et les équipes à Baïkonour sont dispersées. Les lancements de la mission d'exploration Mars 94 et du module Spektr de la station Mir sont différés et plusieurs autres projets sont annulés. Le problème touche tous les domaines et se traduit par une  baisse de 30 % des lancements d'engins spatiaux en 1991 (61 contre une moyenne de 90) amorçant une chute qui va se poursuivre jusqu'en 2000.  
Le 1er janvier 1992 l'Union soviétique est dissoute et est remplacée par une structure plus lâche : la Communauté des États indépendants. La crise économique s'accentue et la Russie, qui a repris l'essentiel du programme spatial et des charges associées, n'a plus les moyens de payer les déplacements de la flotte chargée d'assurer le suivi de vols. Celle-ci est rapatriée dans son port d'attache en mer Noire. En 1993, les responsables du programme spatial russe annoncent l'arrêt des programmes Bourane et Energia. Les dépenses spatiales ne représentent plus en 1994 que 0,23 % du budget national et le secteur n'emploie plus que de 300 000 personnes. 

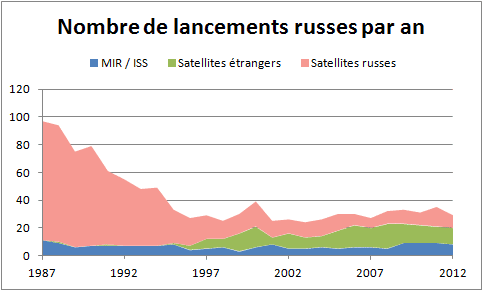
Nombre de lancements soviétiques et russes entre 1987 et 2012 avec ventilation par type d'engin placé en orbite : satellites soviétiques/russes, engins liés au programme spatial habité (MIR et Station spatiale internationale/ISS), satellites étrangers. Le schéma illustre l'effondrement de l'astronautique soviétique qui précède et suit l'éclatement de l'Union soviétique.

### Le programme spatial russe en survie (1991-2000)
Désormais beaucoup de salariés ne sont plus payés et de nombreuses entreprises sont en quasi-faillite. Le ministère de la Défense qui assurait à l'origine les trois quarts des lancements ne parvient plus à remplacer ses satellites de reconnaissance et télécommunication arrivés en fin de vie ; le nombre de tirs de fusée atteint son point le plus bas en 1995 avec  à 24 tirs. En 1996, lors du lancement de la sonde spatiale Mars-96, les responsables n'ont pas les moyens de payer le déplacement dans le golfe de Guinée du navire chargé de contrôler l'allumage du dernier étage de la fusée Proton. Celle-ci est victime d'une défaillance et la sonde spatiale est perdue. Le coup de grâce est porté par la crise financière russe de 1998 qui accentue la récession économique et fait chuter le rouble. Les effectifs dans l'industrie spatiale ne sont plus que de 100 000 personnes et les salaires atteignent des valeurs plancher. La crise a des répercussions sur la qualité de la production : les quelques satellites qui sont encore fabriqués et le lanceur Proton accumulent les défaillances. La maintenance n'est plus assurée : un pas de tir de Baïkonour détruit par l'explosion de son lanceur n'est pas reconstruit tandis que l'unique exemplaire opérationnel de la navette Bourane est détruit lorsque, en 2002, le toit de son hangar s'effondre sur elle du fait d'un défaut d'entretien.
Dans les années 1990, l'industrie spatiale russe  tente pour survivre de trouver des débouchés à l'exportation en exploitant la qualité mondialement reconnue de ses produits (lanceurs, moteurs-fusées). Pour y parvenir elle noue la plupart du temps  des partenariats avec des agences spatiales ou des sociétés étrangères travaillant dans le domaine, se tourne  vers des activités commerciales comme le lancement de satellites de télécommunications et l'exportation de produits recherchés comme les moteurs-fusées ainsi que le développement du tourisme spatial.

### Accord de coopération avec la NASA sur le programme spatial habité
L'éclatement de l'Union soviétique met définitivement fin à la guerre froide qui opposait le pays avec les États-Unis. Celle-ci constituait un des motifs de soutien budgétaire du Congrès américain au programme de la station spatiale Freedom de la NASA. Pour sauver celle-ci l'agence spatiale américaine se met à la recherche de partenaires en Europe, au Japon et en Russie. En septembre 1993 les responsables américains et russes parviennent à un accord sur la réalisation de la  Station spatiale internationale un projet développé en coopération qui doit prendre la suite de la station spatiale russe Mir. Le projet prévoit une série de vols d'entrainement des astronautes américains à bord de Mir, le programme Shuttle-Mir, puis la construction d'une partie des modules de la future station spatiale par l'industrie russe. Les États-Unis injectent des sommes qui contribuent à sauver la station spatiale Mir et plus généralement le programme spatial habité russe :   325 millions $ sont réglés par la NASA au titre du programme Shuttle-Mir et celle-ci paie la construction d'un des deux modules russes de la future station spatiale.

### Développement de l'activité commerciale
À la suite de l'accord conclu entre la NASA et les responsables russes, une série de partenariats commerciaux se mettent en place. Le constructeur de fusées américain Lockheed crée avec Krounitchev une société commune, International Launch Services (ILS), pour commercialiser le lanceur Proton construit par cet industriel russe. Le prix très attractif (75 millions US$) permet rapidement de garnir un carnet de commandes constitué de satellites de télécommunications étrangers. Les revenus engrangés permettent de rénover plusieurs  installations  du cosmodrome de Baïkonour et d'investir dans une salle blanche moderne. Boeing, le rival de Lockheed crée Sea Launch pour commercialiser le lanceur ukrainien Zenit, tiré depuis une plateforme pétrolière positionnée avant chaque lancement au niveau de l'équateur. En 1995, DaimlerChrysler et le constructeur astronautique russe Krounitchev créent Eurockot pour assurer la commercialisation du lanceur léger Rockot. Enfin, Arianespace crée avec le constructeur de la fusée Soyouz TsSKB Progress la société Starsem qui commercialise les vols de ce lanceur moyen. Starsem rénove en profondeur le site d'assemblage de Baïkonour et crée de nouvelles salles blanches ainsi qu'un hôtel. En 2001, 87 sociétés russes avaient créé des coentreprises avec des sociétés européennes et américaines permettant un redémarrage de l'industrie spatiale russe.
L'Union soviétique accueillait traditionnellement de temps en temps dans les équipages de la station spatiale des représentants de nations étrangères pour de courts séjours. Désormais ces séjours deviennent payants : l'Agence spatiale européenne, le CNES ou l'agence spatiale allemande achètent ainsi des séjours pour des missions scientifiques qui sont facturés entre 12 millions et 40 millions US $. Cette monétisation de l'expertise spatiale donne naissance au tourisme spatial. La station spatiale Mir accueille des particuliers prêts à payer très cher pour effectuer un voyage dans l'espace. Le premier touriste spatial est un journaliste de chaine de  télévision Toyohiro Akiyama dont le séjour dans l'espace en 1990 est payé par son employeur 12 millions US $. La commercialisation de ce type de séjour est confié à la société américaine Space Adventures qui facture cette prestation 20 millions US $.

### La reprise économique des années 2000
La reprise économique du début des années 2000, favorisée par l'augmentation du prix du pétrole, permet de dégager un budget de fonctionnement et d'investissement conséquent pour le domaine spatial. Ces investissements sont en grande partie effectués pour répondre aux besoins des militaires russes qui ont de plus en plus besoin de disposer d'un segment spatial performant pour la reconnaissance, l'écoute électronique et la navigation. Le budget spatial russe (2,4 milliards de $ en 2009) augmente fortement à compter de 2006 grâce à la reprise économique russe stimulée par l'envolée des cours de pétrole et du gaz. Les priorités définies en 2009 portent sur la nouvelle famille de lanceurs Angara, l'achèvement du système de positionnement par satellites GLONASS ainsi que le développement de satellites de télécommunications et d'observation de la Terre. La participation russe à la Station spatiale internationale utilise environ 50 % de ce budget, ce qui constitue une proportion nettement supérieure à celle des autres partenaires de la station spatiale.
Toutefois, malgré ces conditions plus favorables, le secteur spatial russe reste en crise. La désorganisation persiste et les nouveaux programmes lancés pour remplacer des engins souvent conçus au début de l'ère spatiale rencontrent systématiquement des problèmes affectant leur coût, leur délai et la qualité du produit final. Le lancement des rares satellites scientifiques est régulièrement repoussé malgré la participation importante des agences spatiales étrangères. L'unique sonde spatiale lancée depuis 1996, Phobos Grunt, ne parvient même pas à quitter l'orbite terrestre en 2011. Ces mauvaises performances sont attribées à la perte d'expertise dans de nombreux domaines (radar, propulsion utilisant l'hydrogène, sources d'énergie nucléaire, etc.) et au départ du personnel qualifié qui a quitté le secteur au cours de la crise qui a duré 15 ans. Le tissu de sous-traitants gravitant autour des principaux donneurs d'ordre du secteur spatial a été brisé à la fois par l'éclatement de l'Union soviétique et par la crise financière.  
L'accroissement du budget spatial de la fin des années 2000 a été d'abord utilisé pour restaurer les outils de production, reformer le personner et recréer les industries situées désormais à l'extérieur des frontières de la Russie. Par ailleurs le secteur ne parvient plus à recruter les personnels les plus qualifiés car d'autres secteurs économiques (en particulier la finance) propose des salaires plus élevés. 

### Tentatives de réorganisation de l'industrie spatiale russe
Le début de la décennie 2010 est marqué par un grand nombre d'échecs dans le domaine des satellites scientifiques (notamment Phobos-Grunt 2011) des lanceurs (4 échecs de la fusée Proton entre 2012 et 2015), des scandales financiers ainsi que des retards à répétition dans la réalisation des principaux programmes spatiaux. Poutine décide de renationaliser l'industrie spatiale qui est rassemblée au sein d'un holding d'état baptisé ORKK (« Entreprise Unifiée des Fusées et de l'Espace»). Fin 2015 cette entité est fusionnée avec l'Agence spatiale fédérale Roscosmos pour former un nouveau conglomérat d'état qui reprend l'appellation Roscosmos.

### Le devenir du segment russe de la station spatiale internationale (2020)
Les tensions entre la Russie et les pays occidentaux, en particulier avec les Etats-Unis, se sont fortement accrues en 2014 à la suite du conflit en Ukraine qui a déclenché une série de sanctions économiques. La Russie envisage depuis de mettre fin à la coopération spatiale en cours dans la Station spatiale internationale. Trois scénarios sont envisagés en 2020 si la Russie décidait de mettre fin à sa participation dont les deux derniers sont proposés par la société RKK Energia constructeur des vaisseaux Soyouz et Progress :
- Créer en 2026 une station spatiale autonome baptisée ROS (Rossískaia Orbitálnaia Stantsia c'est-à-dire «Station orbitale russe») composée des modules russes les plus récents de la Station spatiale internationale (Nauka (MLM), Prichal (UM) et NEM qui doit être lancé en 2024)
- Créer une nouvelle station baptisée ROSS (Rossískaia Orbitálnaia Sluzhébnaia Stantsia c'est-à-dire «Station service orbitale russe») composée des modules de la station spatiale internationale auxquels seraient ajoutés plusieurs gros modules.
- Créer la nouvelle station ROSS en utilisant uniquement de nouveaux modules.

Dans les trois scénarios, la station spatiale russe ne serait pas occupée en permanence ce qui permettrait de réduire les coûts et de réaffecter une partie du budget actuel à d'autres programmes comme celui portant sur l'envoi de cosmonautes russes à la surface de la Lune. La station spatiale autonome serait placée sur un plan orbital plus facile à desservir depuis les bases de lancement russes c'est-à-dire permettant de lancer des charges utiles plus importantes : l'inclinaison orbitale serait de 71,6° au lieu de 51,6°. Toutefois compte tenu des problèmes rencontrés par le programme spatial russe (financement, organisation), le scénario d'une station entièrement nouvelle (ROSS) est peu probable.

## Les institutions spatiales
Le programme spatial civil russe est mis en œuvre par l'Agence spatiale fédérale russe (Roscosmos). Celle-ci est de création relativement récente (1992) car le programme spatial était auparavant géré directement par les institutions politiques. Son périmètre ne s'étend pas, contrairement à celui de la NASA, à la recherche aéronautique. L'Institut de recherche spatiale russe (IKI) est une branche de l'Académie des sciences de Russie dont le siège est à Moscou et qui pilote les projets spatiaux scientifiques.

## Les lanceurs

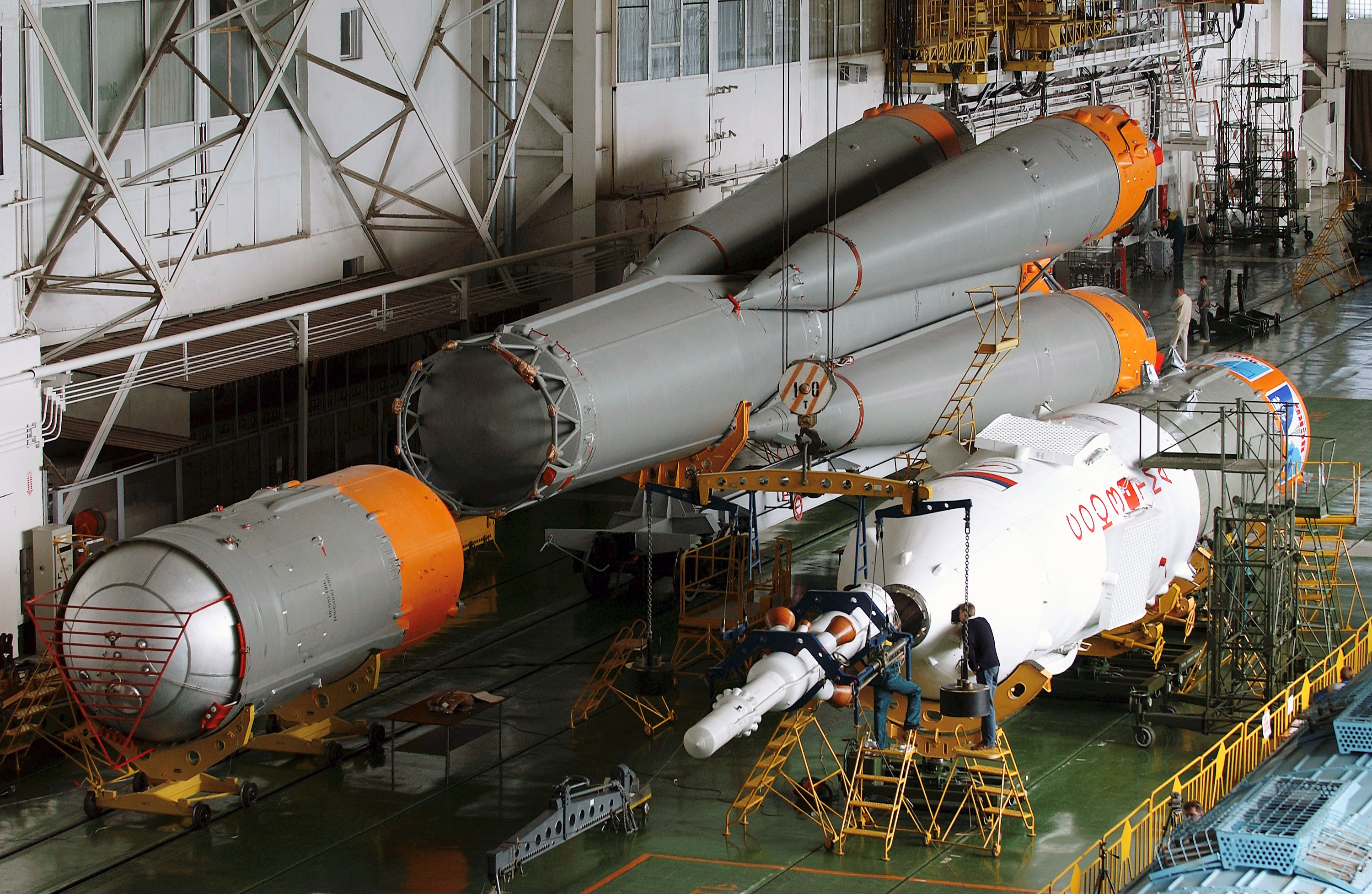
Assemblage d'une fusée Soyouz-FG pour la mission TMA-5 en 2004. Le troisième étage (à gauche) n'est pas encore assemblé, la coiffe, la tour de sauvetage et la capsule sont à droite.

La Russie dispose d'une gamme complète de lanceurs lui permettant de placer en orbite basse des charges utiles allant jusqu'à 21 tonnes. En 2009, sur les 78 tirs de fusée dans le monde, 25 ont été le fait de la Russie : 10 Proton, 13 Soyouz, 1 Kosmos-3M et 1 tir de Rockot. 
- Le lanceur lourd Proton, décliné en 2 versions (K et M) peut lancer jusqu'à 21 tonnes en orbite basse. Il est utilisé pour lancer des satellites et des sondes spatiales de masse importante.
- Le lanceur moyen Soyouz dans ses différentes versions (U, FG, 2) permet de placer jusqu'à 7,8 tonnes en orbite basse. C'est le seul lanceur utilisé pour les vols habités. Il est utilisé également pour la mise en orbite des cargos Progress et de satellites scientifiques.
- Des lanceurs légers : Kosmos-3M (1,5 tonne en orbite basse), Rockot (1,95 tonne), Strela (1,7 tonne), Start-1 (0,6 tonne)
- Pour des charges très légères et des vols suborbitaux les fusées Volna (100 kg en orbite basse), Shtil' (160 kg)

La conception des lanceurs utilisés actuellement remonte aux années 1960. Deux nouvelles familles de lanceurs sont en cours de développement pour remplacer la majeure partie des fusées existantes :
- la famille de fusées Angara doit remplacer le lanceur Proton et, grâce à sa puissance, réduire la dépendance de la Russie vis-à-vis du Kazakhstan où se trouve implanté pour des raisons de performances (latitude basse) le cosmodrome de Baïkonour. Ce lanceur modulaire a une capacité, selon la version, comprise entre 2 et 40 tonnes. Le premier étage de la version la plus légère, intégré dans le lanceur sud-coréen Naro, a été lancé en 2009. Le projet a subi un glissement continu de son calendrier puisque initialement le premier tir devait avoir lieu en 2001. Les premiers tirs du lanceur Angara ont été effectués en 2014.

Le projet de lanceur  moyen Rus-M, capable de placer sur orbite basse 23 tonnes et chargé de remplacer la fusée Soyouz pour la mise en orbite des cosmonautes russes a été abandonné.
| Statut            | Dates vol | Lanceur                       | Capacités                               | Nbre lancements (1/1/2015) | Utilisation                                                                   |
| ----------------- | --------- | ----------------------------- | --------------------------------------- | -------------------------- | ----------------------------------------------------------------------------- |
| Opérationnel      | 2014-     | Angara-1                      | LEO : 3,7 t.                            | 1                          | Lanceur léger                                                                 |
| Opérationnel      | 2014-     | Angara-A5                     | LEO : 24,5 t. GTO : 6,8 t. (étage KVTK) | 1                          | Lanceur lourd remplaçant la fusée Proton                                      |
| Opérationnel      | 2008-     | Soyouz 2.1v                   | LEO : 3 t.                              | 1                          | Lanceur léger dérivé de Soyouz                                                |
| Opérationnel      | 1966-     | Soyouz                        | LEO : 7,5 t. GTO : 3 t.                 | 972                        | Lanceur moyen utilisé notamment pour les vols habités ; Dérivé du missile R-7 |
| Opérationnel      | 1965-     | Proton                        | LEO : 22 t. GTO : 6,3 t.                | 423                        | Lanceur lourd                                                                 |
| Opérationnel      | 2003-     | Strela                        | LEO : 1,5 t.                            | 3                          | Lanceur léger dérivé du missile UR-100 comme Rokot                            |
| Opérationnel      | 1990-     | Rockot                        | LEO : 2 t.                              | 25                         | Lanceur léger dérivé du missile UR-100 comme Srela                            |
| En développement  | 2015 ?    | Angara-A3                     | LEO : 14,1 t.                           | 0                          | Lanceur moyen                                                                 |
| Retiré du service | 1957-1958 | Spoutnik                      | LEO : 1,33 t.                           | 4                          | Premier Lanceur, directement dérivé du missile intercontinental R-7           |
| Retiré du service | 1963-1976 | Voskhod                       | LEO : 6 t.                              | 299                        | Dérivé du missile R-7                                                         |
| Retiré du service | 1960-1991 | Vostok                        | LEO : 4,7 t.                            | 163                        | Dérivé du missile R-7                                                         |
| Retiré du service | 1969-1972 | N-1                           | LEO : 105 t.                            | 4                          | Fusée programme spatial habité lunaire                                        |
| Retiré du service | 1960-1977 | Cosmos, Cosmos-M, Cosmos-2    | LEO : 450 kg                            | 165                        | Lanceur léger dérivé du missile R-12                                          |
| Retiré du service | 1987-1988 | Energia                       | LEO : 88-105 t.                         | 2                          | Lanceur de la navette Bourane                                                 |
| Retiré du service | 1967-2009 | Tsiklon                       | LEO : 4 t.                              | 259                        |                                                                               |
| Retiré du service | 1964-2012 | Cosmos 1, Cosmos-3, Cosmos-3M | LEO : 1,5 t                             | 459                        | Lanceur léger dérivé du missile R-14                                          |
| Retiré du service | 1960-2010 | Molnia                        | interplanétaire : 1,5 t.                | 319                        | Dérivé du missile R-7                                                         |
| Abandonné         | -         | Rus-M                         |                                         |                            |                                                                               |

## Le programme spatial habité

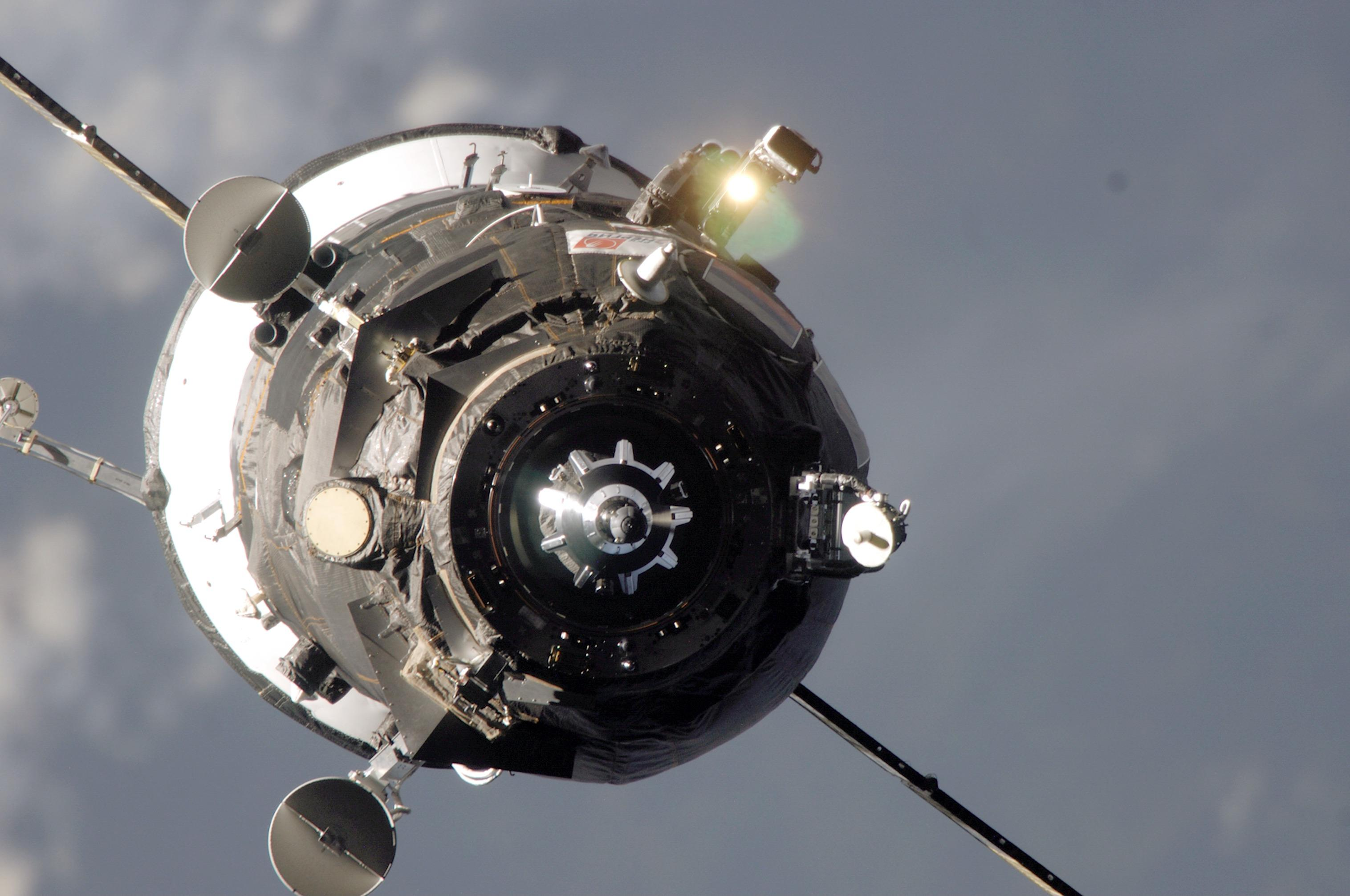
Le vaisseau cargo Progress.

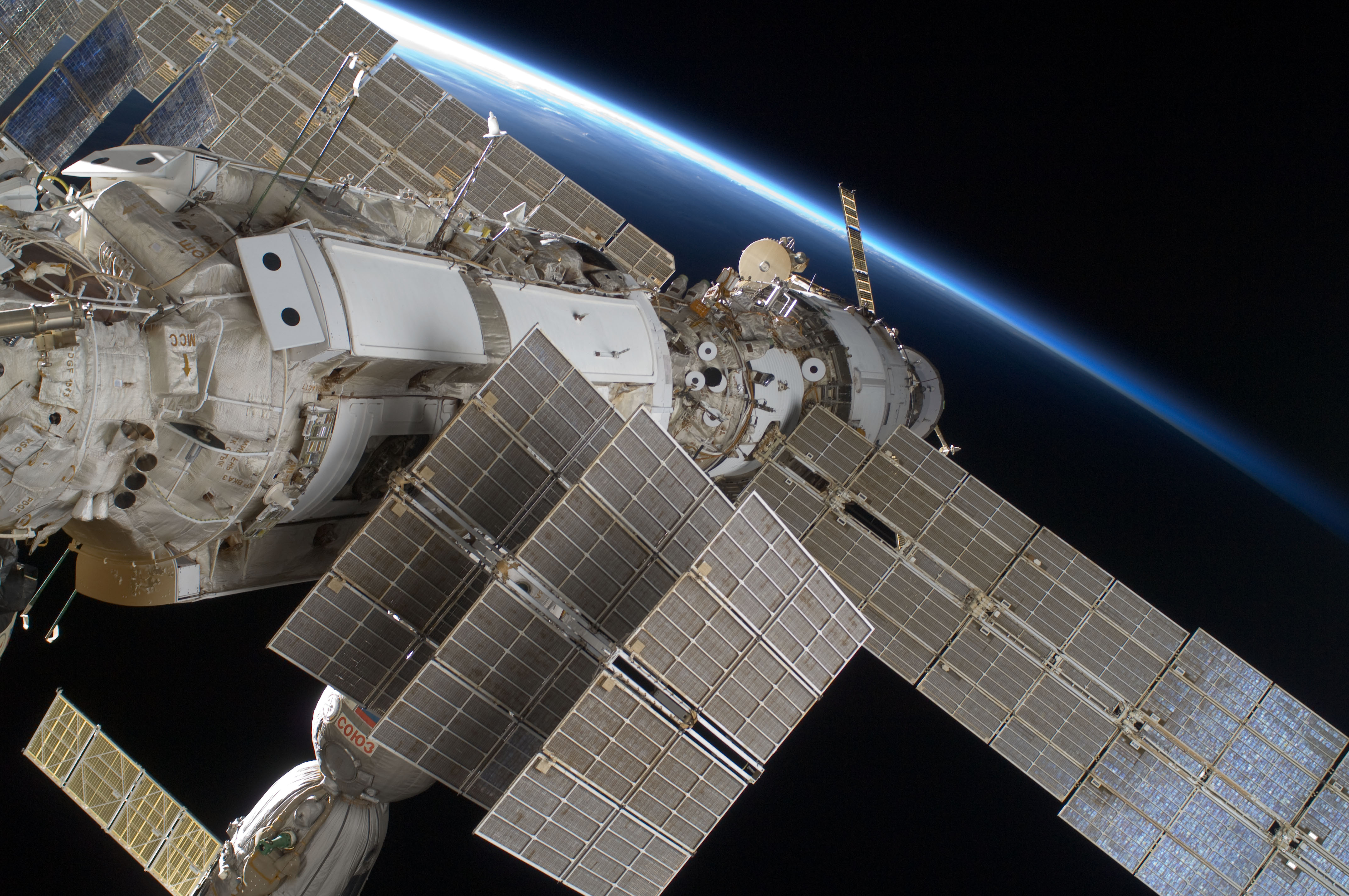
La partie russe de la Station spatiale internationale.

Le programme spatial habité russe se résume, comme du côté américain, au maintien d'un équipage permanent dans la Station spatiale internationale dont elle a fourni environ un tiers des modules depuis 1998, formant la partie russe. L'industrie astronautique russe a livré en 2009 le module Poisk et Rassvet (2010) et prévoit d'ajouter à la station le module Nauka (2017) qui doit clore la phase de construction. Les vaisseaux triplaces Soyouz sont utilisés pour effectuer la relève de l'équipage russe mais également des astronautes des autres pays participants. Les vaisseaux cargo Progress, qui peuvent transporter environ 3 tonnes de fret et de carburant, assurent une partie du ravitaillement de la station et permettent, lorsqu'ils sont amarrés, de relever l'orbite de la station grâce à leurs moteurs.
La conception du vaisseau Soyouz remonte aux années 1960. Il a été modernisé au cours des années 2000 au niveau de son électronique et pour permettre l'accueil de passagers de grande taille et plus lourds. La mini-navette Kliper a été  proposée en 2004 pour remplacer Soyouz avec une participation européenne, mais le projet a été abandonné faute de moyens financiers.

## Les programmes scientifiques

### Exploration du système solaire
Alors que les sondes spatiales soviétiques avaient joué un rôle majeur dans les années 1960 et 1970, La Russie a complètement abandonné l'exploration du système solaire après l'échec de la  sonde Mars 96 (1996). Ces dernières années, des projets ambitieux ont été lancés. Leur réalisation est toutefois ralentie par des problèmes de financement et il est difficile d'identifier parmi les projets évoqués ceux qui ont une chance réelle de se concrétiser.
Le premier projet à aboutir est la sonde Phobos-Grunt qui devait ramener un échantillon du sol de la lune martienne Phobos. La mission a subi un échec dès sa mise en orbite. Deux autres projets voient leur date de lancement régulièrement repoussée :
- Luna-Glob, une série de missions à destination de la Lune qui comportent des orbiteurs et des robots. Fin 2014, la date de lancement officielle est 2018. Le programme évolue plusieurs fois et la première sonde, nommée Luna 25, est finalement lancée en 2023 mais s'écrase sur la Lune.
- La sonde Venera-D comporte un orbiteur, des ballons et un atterrisseur. Fin 2014, la date de lancement officielle est 2024.

D'autres projets restent à l'état d'étude :
- Mars-NET (en russe : Марс-НЭТ), un orbiteur qui doit déposer sur le sol de la planète Mars 10 petites stations météorologiques ainsi que 3 pénétrateurs équipés de sismomètres[22], évolution russe du projet finlandais MetNet.
- Sokol-Laplas est une sonde spatiale qui doit être lancée vers Jupiter vers 2020. Elle comporte un orbiteur qui doit se placer en orbite autour de la Lune Europe pour étudier l'évolution et les caractéristiques de la planète et rechercher des indices de vie extra-terrestre[22]. Elle est reportée sine die.

L'astronautique russe réalise certains instruments scientifiques emportés par des sondes spatiales étrangères. Elle fournit ainsi les spectromètres de l'orbiteur européen Mars Express et des rovers américains Spirit, Opportunity et Mars Science Laboratory, construit le rover de la sonde lunaire indienne Chandrayaan-2 et les instruments permettant de détecter l'eau des orbiteurs Mars Odyssey et LRO.
| Statut        | Lancement   | Mission             | Description |
| ------------- | ----------- | ------------------- | --- |
| Développement | 2021        | Luna 26             | Orbiteur |
| À l'étude     | 2022        | Luna 27             | Atterrisseur fixe : exploration du Bassin Pôle Sud-Aitken sur la face cachée de la Lune                                                                 |
| À l'étude     | > 2025      | Luna 28             | Mission de retour d'échantillon et rover au pôle sud de la Lune                                                                                         |
| À l'étude     | 2026        | Venera-D            | Sonde spatiale d'étude Vénus comprenant un atterrisseur, deux ballons et un atterrisseur.                                                               |
| Achevée       | 2020        | Luna-Glob (Luna 25) | Sonde spatiale d'étude de la Lune comprenant un atterrisseur. S'est écrasée sur la Lune.                                                                |
| Achevée       | 2011        | Phobos-Grunt        | Mission d'étude de Mars et de son satellite Phobos avec retour d'échantillon du sol de Phobos. Sonde spatiale perdue à la mise en orbite.               |
| Achevée       | 1996        | Mars 1996           | Sonde spatiale lourde d'étude de Mars comprenant un orbiteur, un atterrisseur et des impacteurs. Sonde perdue au lancement.                             |
| Achevée       | 1988-1989   | Phobos              | Deux missions d'étude de Mars et de son satellite Phobos comprenant un atterrisseur. Aucune des deux sondes ne parvint à remplir sa mission principale. |
| Achevée       | 1984 - 1986 | Vega 1              | Mission d'étude de Vénus (Atterrisseur et Ballon) et de la comète de Halley (survol)                                                                    |
| Achevée       | 1984 - 1986 | Vega 2              | Mission d'étude de Vénus (Atterrisseur et Ballon) et de la comète de Halley (survol)                                                                    |

### Les autres satellites scientifiques
Dans le domaine de l'astronomie, la Russie a lancé en 2011 l'observatoire Spektr-R  et prévoit de lancer les observatoires Spektr-RG (rayons gamma et X)  en 2017 et  Spektr-UV pour l'ultraviolet vers 2020.
| Statut        | Lancement   | Mission                | Description |
| ------------- | ----------- | ---------------------- | --- |
| Opérationnel  | 2019        | Spektr-RG              | Observatoire spatial rayons X et gamma développé en coopération avec l'Allemagne                                          |
| Développement | ?           | Rezonans               | Constellation de micro-satellites destinés à étudier la magnétosphère terrestre                                           |
| Développement | 2025        | WSO-UV                 | Télescope spatial ultraviolet développé avec une forte participation internationale                                       |
| Achevée       | 2016        | Mikhaïl Lomonossov     | Observatoire spatial rayons gamma et rayons cosmiques                                                                     |
| Achevée       | 2014        | Relek (ru) ou Vernov   | Petit satellite d'étude de la magnétosphère terrestre                                                                     |
| Achevée       | 2011        | Spektr‑R               | Radiotélescope. |
| Achevée       | 1994 - 2001 | Coronas-I et Coronas-F | Deux satellites d'observation du Soleil                                                                                   |
| Achevée       | 1983 - 1986 | Astron                 | Télescope rayons X et ultraviolet.                                                                                        |
| Achevée       | 1989 - 1993 | Foton                  | Expériences en environnement de microgravité                                                                              |
| Achevée       | 1989 - 1994 | Granat                 | Observatoire spatial rayons X développé avec une forte participation du CNES.                                             |
| Achevée       | 1990 - 1992 | Gamma                  | Observatoire spatial rayons gamma développé avec une forte participation du CNES.                                         |
| Achevée       | 1995 - 1996 | Prognoz                | Étude des interactions entre le Soleil et l'atmosphère terrestre                                                          |
| Achevée       | 2009 - 2010 | Coronas-Photon         | Observatoire solaire |
| Annulé        | 2018        | Oka-T                  | Module mettant en œuvre des expériences de microgravité. Fonctionne conjointement avec la Station spatiale internationale |

## Les  programmes d'application

### Les  satellites  d'observation de la Terre
Les satellites d'observation de la Terre sont les satellites ou familles de satellites Meteor M (météorologie, observation des océans), Canopus-V (gestion des catastrophes naturelles ou d'origine humaine), Electro-L (Collecte des données sur l'atmosphère), Resours-O1 (Gestion des ressources), Arcon (cartographie tous temps) et Arktika.

### Les satellites météorologiques
La Russie dispose de deux familles de satellite météorologique. Les satellites Meteor  qui circulent sur une orbite polaire sont les plus anciens (premier lancement en 1964). Développé initialement comme un programme militaire, il est ouvert aux applications civiles au milieu des années 1970. Plusieurs versions ont été développées : Meteor-1 (1964-1977), Meteor-2 (1975-1993), Meteor-Piroda (1974-1981), Meteor-3M (2001). La version opérationnelle Meteor-M1/M2 a une masse de 2 700 kg et emporte plusieurs capteurs permettant de mesurer la couverture nuageuse, prendre des images dans 6  canaux avec une résolution de 50 mètres, mesurer la température et l'humidité de l'atmosphère, de mesurer les vents de surface... . La Russie développe tardivement par rapport aux autres puissances spatiales (États-Unis, Europe, Japon, Chine), une famille de satellites météorologiques circulant en orbite géostationnaire. Après le prototype Elektro-1 lancé en 1994, le premier exemplaire de la série Elektro-L est lancé en 2011.

### Les satellites de télécommunications
Les russes héritent de l'ère soviétique trois familles de satellites de télécommunications à usage civil. Les satellites Molnia, qui sont d'usage à la fois civil et militaire, présentent la particularité de circuler sur une orbite qui porte leur nom pour fournir une couverture des régions nordiques qui représentent une part importante du pays. Les satellites Gorisont   diffusent des chaines de télévision et assurent des liaisons téléphoniques  tandis que les satellites Ekran diffusent uniquement des émissions de télévision et sont les premiers satellites pouvant être reçus avec des antennes individuelles. Tous ces satellites sont développés par la société NPO PM implantée à Krasnoïarsk. Depuis le début de l'ère spatiale, les télécommunications sont un domaine dans lequel le pays accuse un retard technique important. En particulier la durée de vie des satellites soviétiques et russes est de 2 à 6 ans selon les modèles c'est-à-dire bien inférieure à celle des satellites construits par les fabricants occidentaux. Un premier effort couronné de succès est effectué dans les années 1990 pour allonger la durée de vie des séries existantes.
En 1985 l'Union soviétique a commencé à déployer en orbite géostationnaire la série de satellites de télécommunications Loutch (également appelée Altaïr pour la première génération) destinés, entre autres, à servir de relais entre les satellites et stations spatiales en orbite basse d'une part et les stations terrestres. Il est prévu que cette constellation soit réactivée avec deux satellites de la série Loutch-5 lancés en 2011 et 2013 et un satellite plus lourd de type Loutch-4 en 2013.

## Les satellites militaires
L'activité spatiale militaire a toujours joué un rôle particulièrement important en Russie. En janvier 2018 ce pays gérait une flotte de 79 satellites consacrés à une activité civile pour 150 satellites à usage militaire. La plupart des satellites civils sont à usage mixte (civil/militaire). Après les deux décennies de déclin qui ont suivi l'éclatement de l'Union soviétique, les dirigeants russes ont massivement investi pour restaurer le parc des satellites militaires avec des succès inégaux. Les capacités dans les domaines à usage mixte civil/militaire (télécommunications, navigation, observation optique) ont été restaurées mais des problèmes de qualité subsistent. Les systèmes purement militaires comme la veille électronique ou l'alerte précoce ne sont en 2021  toujours pas revenus à un niveau satisfaisant. La Russie en dispose d'aucun satellite d'observation tous temps (observation radar).  

### Les satellites de reconnaissance optique
| Statut            | Lancement | Satellite | Type                                  | Nbre exemplaires lancés (1/4/2022) | Commentaire             |
| ----------------- | --------- | --------- | ------------------------------------- | ---------------------------------- | ----------------------- |
| Opérationnel      | 2015      | Bars-M    | Satellite de reconnaissance optique   | 2                                  |                         |
| Opérationnel      | 2008-2015 | Persona   | Satellite de reconnaissance optique . | 3                                  |                         |
| En développement  | 2022 ?    | Razdan    | Satellite de reconnaissance optique   |                                    | Remplaçant des Personna |
| Retiré du service | 1961-1994 | Zenit     | Satellite de reconnaissance optique   | 682                                |                         |
| Retiré du service | 1981-2000 | Iantar    | Satellite de reconnaissance optique . | 177                                |                         |
| Retiré du service | 1989-2000 | Orlets    | Satellite de reconnaissance optique   | 10                                 |                         |
| Retiré du service | 1997-2002 | Araks     | satellite de reconnaissance optique   | 2                                  |                         |

### Les satellites de surveillance des océans et d'écoute électronique
Les satellites d'écoute électronique Lotos et Pion-NKS opérationnels en 2021 sont l'aboutissement du programme Liana qui a débuté en 1993 mais qui est particulièrement affecté par les conséquences de l'éclatement de l'Union soviétique. Durant la décennie 1990 et 2000 l'écoute électronique est prise en charge de manière intermittente par les satellites Tselina et US-PM dont la conception remonte aux années 1960. Les premiers satellites d'écoute électronique Lotos deviennent opérationnels à compter de 2014 avec des problèmes aigus de qualité et le premier (et seul) Pion-NKS est placé en orbite en 2021. Tous ces satellites sont consacrés de manière quasi exclusive à la détection des radars et des navires (RADINT/ELINT) et la Russie ne dispose pas de satellites pour le suivi des missiles balistiques (TELINT) ou l'interception des communications (COMINT) hormis de manière marginale l'unique satellite Olymp-K (en) soupçonné d'intercepter les liaisons montantes de satellites de télécommunications.
Le nombre actuel de satellites d'écoute électronique en orbite du programme Lana (Lotos et Pion-NKS) n'est pas suffisant pour identifier toutes les cibles potentielles en particulier les navires qui par définition se déplacent en permanence. La précision des localisations est insuffisante pour les missiles anti-navires à longue portée comme le Tsirkon. Si les navires maintiennent le silence radio, seul le radar des Pion-NKS permet de les localiser or avec un seul satellite de ce type en orbite, la couverture est nettement insuffisante. Par ailleurs il n'existe plus en 2021 qu'un seul satellite relais Loutch  en orbite géostationnaire qui à lui seul ne peut couvrir qu'une partie d'une hémisphère. En synthèse le programme Liana ne répond pas en 2021 aux besoins de la Marine de guerre russe.
| Statut            | Lancement | Satellite   | Type                                                           | Nbre lancements (1/7/2021) | Commentaire |
| ----------------- | --------- | ----------- | -------------------------------------------------------------- | -------------------------- | ----------- |
| Opérationnel      | 2014-     | Lotos       | Satellite ELINT                                                | 5                          |             |
| Opérationnel      | 2014-     | Olymp-K     | Satellite COMINT (partiel)                                     | 1                          |             |
| Opérationnel      | 2021-     | Pion-NKS    | Satellite ELINT (maritime)                                     | 1                          |             |
| Retiré du service | 1967-2007 | Tselina     | Satellite ELINT                                                | 167                        |             |
| Retiré du service | 1965-1988 | US-A/RORSAT | satellite de reconnaissance radar                              | 32                         |             |
| Retiré du service | 1974-1991 | US-P        | Satellite de renseignement d'origine électromagnétique (océan) | 37                         |             |
| Retiré du service | 1993-2006 | US-PM       | renseignement d'origine électromagnétique (océan)              | 13                         |             |

### Les satellites d'alerte précoce
Dès 1972, l'Union soviétique dispose d'un système de détection des missiles balistiques tirés depuis le territoire des États-Unis baptisé Oko reposant sur des satellites d'alerte précoce équipés de télescopes infrarouges capables de détecter le départ des missiles. Trois familles de satellites ont été développées. Les premiers sont les US-K (86 satellites lancés entre 1972 et 2010) placés sur une orbite elliptique élevée  de 12 heures. Pour assurer une surveillance permanente, il est nécessaire de disposer de 4 satellites en orbite. Ce dispositif est complété à partir de 1975 par les satellites US-KS (7 satellites lancés) aux caractéristiques identiques mais placés en orbite géostationnaire au niveau de la longitude 24° permettant d'observer le territoire américain. À compter de 1991 les US-KS sont remplacés par des engins de seconde génération, les US-KMO (8 satellites lancés) qui doivent permettre de détecter également les missiles tirés par un sous-marin nucléaire lanceur d'engins depuis n'importe quel point de la surface. Toutefois cette capacité nécessite de disposer de 7 satellites en orbite géostationnaire. L'Union soviétique n'a jamais disposé d'une aussi grande quantité de satellites US-KMO opérationnels et le dispositif s'affaiblit encore avec la diminution des lancements conséquence de l'éclatement de l'Union soviétique. En 2012, la Russie disposait de 3 satellites US-K et un satellite US-KMO opérationnels.  De l'aveu des responsables russes, le dispositif était considéré comme obsolète. Le dernier US-K a été lancé en 2010 et le dernier US-KMO en 2012. Une nouvelle génération de satellites d'alerte précoce, la série des Toundra ou Edinaya Kosmicheskaya Systema (EKS), a été conçue en 1999 et est en cours de développement. Mais le projet subit des retards importants et le premier lancement prévu initialement en 2007 a lieu en 2015. Un second satellite Toundra, sur les six prévus finalement est lancé en 2017.

### Les satellites de télécommunications
| Statut            | Lancement | Satellite | Type                                      | Nbre lancements (1/1/2015) | Commentaire               |
| ----------------- | --------- | --------- | ----------------------------------------- | -------------------------- | ------------------------- |
| Opérationnel      | 2011-     | Garpoun   | Satellite relais                          | 2                          |                           |
| Opérationnel      | 1975-     | Radouga   | Satellite de télécommunications militaire | 56                         | en orbite géostationnaire |
| Retiré du service | 1964-2012 | Strela    | Satellite de télécommunications militaire | 609                        | Orbite basse              |
| Retiré du service | 1982-2000 | Potok     | satellite relais                          | 10                         |                           |

### Les systèmes de navigation par satellite
- Parous (1974-2010)
- Tsikada (1976-1995)
- Zaliv (1973-1978)
- Ouragan/Glonass (depuis 1982)

### Autres satellites
| Statut            | Lancement | Satellite | Type                     | Nbre lancements (1/1/2015) | Commentaire |
| ----------------- | --------- | --------- | ------------------------ | -------------------------- | ----------- |
| Retiré du service | 1962-1977 | DS-P1     | calibrage radar          | 103                        |             |
| Retiré du service | 1965-1971 | OGCh      | Bombe orbitale           | 18                         |             |
| Retiré du service | 1968-1982 | IS        | Satellite anti-satellite | 22                         |             |
| Retiré du service | 1974-1995 | Taifoun   | Calibrage radar          | 65                         |             |
| Retiré du service | 1987      | Polious   | Technologie              | 1                          | Prototype   |

## Les installations fixes

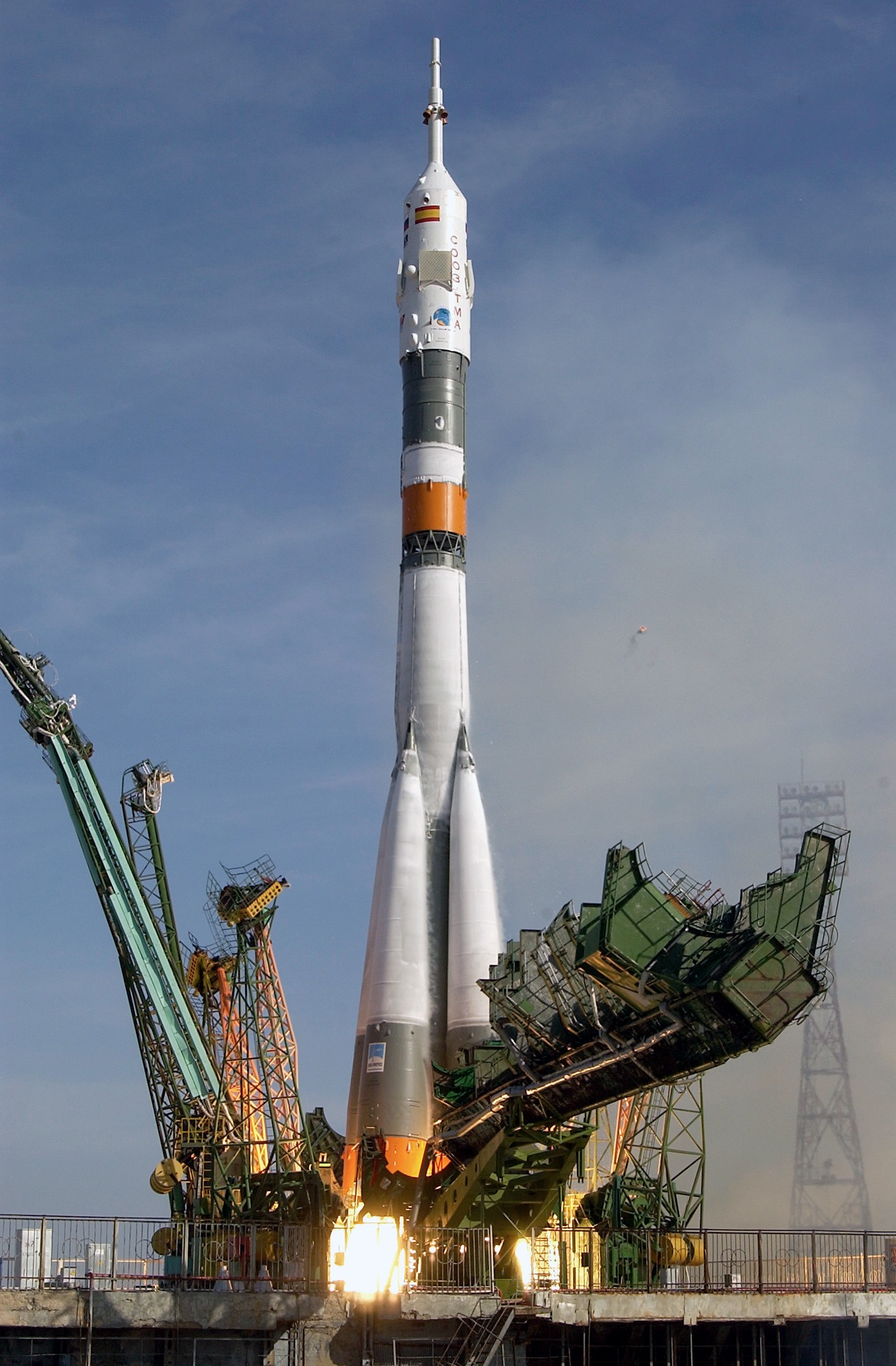
Tir d'une fusée Soyouz depuis la base de Baïkonour

### Les bases de lancement
La Russie dispose de plusieurs bases de lancement qui sont toutes situées à l'intérieur des terres et à une latitude relativement élevée ce qui rend les lancements de satellite géostationnaire particulièrement couteux.
- Baïkonour est la principale base de lancement pour l'activité civile. Le premier satellite artificiel et le premier homme dans l'espace ont été lancés depuis cette base. Toutes les missions habitées ainsi que les lanceurs devant placer leur charge sur l'orbite géostationnaire sont lancés depuis Baïkonour. Après l'éclatement de l'URSS, cette base spatiale s'est retrouvée sur le territoire du Kazakhstan et la Russie doit s'acquitter depuis d'un loyer annuel pour en disposer.
- Plessetsk, située au nord du pays près d'Arkhangelsk est la principale base de lancement pour les satellites militaires. Ceux-ci sont lancés sur une orbite polaire.
- Vostotchny située en Sibérie Orientale a été inaugurée en 2016. Elle a été conçue pour remplacer à terme Baïkonour malgré son éloignement des principaux centres de population de la Russie. Elle dispose d'un pas de tir permettant de lancer les fusées Soyouz et la construction d'un deuxième pas de tir pour les fusées Angara doit être inauguré au début de la décennie 2020. Le nombre de lancements reste en 2020 faible.
- Kapoustine Iar située dans l'oblast d'Astrakhan sur le cours inférieur de la Volga est utilisée beaucoup plus rarement.

La base de Svobodny utilisée pour quelques tirs du lanceur Start-1 et située près de la ville éponyme et à quelques kilomètres de la base Vostotchny sur les bords de la rivière Zeya a été fermée après un dernier lancement en 2006.

### Les autres installations
- Les cosmonautes sont préparés à leur mission au Centre d'entraînement des cosmonautes Youri-Gagarine situé  dans la Cité des étoiles, un complexe militaro-spatial situé à  Chtchiolkovo à une trentaine de kilomètres de Moscou
- Le principal centre de contrôle de mission de l'activité spatiale civile est installé à Koroliov situé à 9 km de Moscou qui abrite également un important établissement du constructeur spatial RKK Energia.
- La plupart des satellites militaires sont gérés par le centre de contrôle Titov situé à Krasnoznamensk près de Moscou.

Les stations de réception sont réparties dans plusieurs réseaux : 
- Activité civile
- Pour les satellites militaires les données des satellites sont collectées notamment par les installations de Krona et de Baikal ainsi que la station Nagins-9 (ou Dubrovo) située 60 kilomètres à l'est de Moscou (utilisée par la marine de guerre russe) .

## L'industrie spatiale russe
L'industrie spatiale russe a été touchée de plein fouet par l'éclatement de l'Union soviétique (fin 1991) et les crises financières et économiques qui ont mis à mal les budgets consacrés au spatial. Les effectifs qui étaient de 1,3 million durant l'ère soviétique ont chuté à environ 200 000 personnes en 2016. Devenu un secteur peu attractif sur le plan des salaires, l'industrie spatiale doit faire face au départ à la retraite de ses personnels les plus qualifiés. Les problèmes récurrents de fiabilité, les dérapages des projets, la multiplication des scandales financiers ont conduit les responsables russes à réorganiser le secteur en fusionnant les entreprises puis en nationalisant en 2013 l'ensemble des sociétés et en les coiffant au sein du conglomérat d'État Roscosmos. 
Dans le système soviétique, le cœur de la production astronautique était constitué par les bureaux d'étude  OKB (Opitnoie Konstruktorskoie Buro) qui employaient à l'époque des milliers de personnes : ceux-ci concevaient, construisaient et testaient les prototypes des nouveaux matériels dont les concepts avaient été mis au point auparavant dans des instituts de recherche scientifiques NII (Nauk Issledovatl Institut). Une fois que les prototypes étaient jugés satisfaisants, le matériel était produit en série par une unité de production rattachée  à l'OKB mais sa production pouvait être également sous-traitée à l'usine d'un bureau d'études concurrent. Cette organisation commune aux industries aéronautique et astronautique donnait un rôle clé au responsable du bureau d'étude, dont le nom reste souvent étroitement associé à l'entreprise qui subsiste aujourd'hui. Cette dernière résulte généralement de la fusion de l'ancien OKB avec l'unité de production associée donnant naissance à un NPO (Association de Science-Production). La diminution très importante de l'activité spatiale civile et militaire depuis l'éclatement de l'URSS a entrainé une baisse des effectifs et le regroupement des sociétés restantes en quelques grosses entités :
- RKK Energia, initialement OKB-1, est le principal constructeur des lanceurs et vaisseaux spatiaux russes et employait en 2007 plus de 20 000 personnes. Son premier responsable a été le fondateur de l'astronautique civile russe, Sergueï Korolev. L'entreprise fabrique notamment les vaisseaux Soyouz et Progress, la fusée Soyouz et les principaux composants russes de la Station spatiale internationale. Le centre de production le plus important est l'Usine Progress située à Samara sur le cours inférieur de la Volga. Celle-ci construit le lanceur Soyouz mais également des satellites d'observation de la Terre comme Resours-P, Bars-M et Egyptsat. L'établissement de Korolev construit les vaisseaux Soyouz et les satellites d'alerte avancée Toundra.
- NPO Energomach est le principal motoriste des lanceurs russes et est l'ancien bureau d'études OKB-456 de Valentin Glouchko. Il fournit les moteurs-fusées propulsant le premier étage des lanceurs  russes Soyouz (moteur RD-107) et  Proton (RD-253), du lanceur ukrainien Zenit  (RD-170)  et du lanceur américain Atlas V  (RD-180) Tous hormis le RD-253 consomment un mélange de kérosène et d'oxygène liquide. Son principal établissement se trouve à Khimki dans la banlieue de Moscou avec des centres de production également à Samara, Perm et Saint-Pétersbourg.
- GKNPZ Krounitchev, installé à Moscou, est le constructeur des fusées Proton, Rockot, de l'étage supérieur Briz-M et développe la famille des lanceurs Angara. À l'origine bureau d'études tourné vers l'aviation, il s'est reconverti  dans le spatial à la fin années 1950 sous la direction de Vladimir Tchelomeï avec le développement des missiles UR-100 et UR-500. Krounitchev a absorbé plusieurs entreprises qui étaient jusque-là ses fournisseurs dans le cadre des restructurations entreprises au cours des années 2000 :
  - PO Polyot installé à Omsk, qui fabriquait le lanceur léger Cosmos désormais retiré du service, construit désormais le premier étage URM-1 du lanceur Angara. Il fabrique également les satellites de navigation Nadezhda, GLONASS et Parus. Il devrait construire dans le futur une partie du lanceur Angara
  - En 2009 le motoriste KBKhA. Ce bureau d'études de Voronej est créé en 1941 par Sémion Kosberg pour développer l'injection directe sur les moteurs d'avions. Rebaptisé en 1946 OKB-154, il  a joué un rôle important depuis le début de l'ère spatiale en développant des moteurs-fusées pour les étages supérieurs des lanceurs de la famille R-7 Semiorka et Proton. KBKhA a développé le RD-0120 pour propulser Energia qui est le seul moteur utilisant un mélange oxygène/hydrogène entré en production en Union Production. Il a développé à la fin des années 1990 le RD-0146 utilisant la même combinaison d'ergols qui pourrait équiper l'étage supérieur du lanceur Angara. La société a également conçu la propulsion des missiles balistiques SS-11, SS-18, SS-19 et SS-N-23.
  - KBKhM ancien OKB-2 de Alexeï Isaïev qui a développé les moteurs des véhicules spatiaux et de l'étage supérieur Briz
- Lavotchkine est le spécialiste des sondes spatiales. Il construit la sonde martienne Phobos-Grunt et l'étage Fregat utilisé par le lanceur Soyouz.
- Reschetnev est le principal constructeur russe de satellites de télécommunications. Il fabrique notamment les satellites de télécommunications civils et militaires Molnia, Express, Radouga, Blagovest, Garpoun  ainsi que les satellites de navigation GLONASS.
- La société Kouznetsov installée à Samara, ancien bureau d'étude OKB-276 de Nikolaï Kouznetsov  fournit principalement des moteurs d'avions  mais produit également les moteurs-fusées NK-15 et NK-33 développés pour le lanceur géant N-1 et utilisés sur les nouveaux lanceurs américain Antares et russe Soyouz-1.
- Le bureau d'études Makaïev, ancien SKB-385 créé dans les années 1950  par Victor Makaïev, conçoit à Miass dans l'Oural les missiles mer-sol des sous-marins nucléaires russes depuis les débuts de cette arme. Ces missiles sont également utilisés pour des lancements civils sous l'appellation Volna et Shtil'.
- L'OKB Fakel est le spécialiste russe de la propulsion électrique des engins spatiaux. La société, installée à Neman dans l'oblast de Kaliningrad emploie environ mille personnes. Cette société est le leader mondial des propulseurs à effet Hall.

Le secteur de l'industrie spatiale comporte également des entreprises de plus petite taille ou pour qui le spatial ne représente qu'une fraction de l'activité : 
- VNIIEM  installée à Istra à environ 60 kilomètres à l'ouest de Moscou construit les satellites météorologiques Meteor, les satellites d'observation de la Terre Resours et Kanopus.
- NPO Machinostroïenia construit les petits satellites d'observation de la Terre radar Kondor.
- TsNIRTI (Institut A.I. Berg) est un centre de recherche et de production spécialisé dans le développement d'équipements électroniques essentiellement militaires. Il joue un rôle central dans le développement de la charge utile des satellites d'écoute électronique. Son siège est à Moscou.
- LOMO est une société de Saint-Pétersbourg qui fournit les optiques des satellites d'observation de la Terre.
- KB Arsenal, également implanté à Saint-Pétersbourg,  fabrique les satellites d'écoute électronique LOTO-S et  les satellites de surveillance océanique Pion-NKS.

Pour préserver leur activité qui s'était effondrée après l'éclatement de l'URSS, les entreprises russes ont développé une activité à l'export en capitalisant sur les points forts de l'astronautique russe. Elles tiraient en 2010 une grande partie de leurs ressources principalement de 4 types de produits / services
- Les programmes internationaux dont le principal est la Station spatiale internationale.
- Les coentreprises comme ILS ou Starsem avec des sociétés étrangères pour le lancement de satellites scientifiques européens, satellites commerciaux de télécommunications, etc.
- L'exportation d'équipements pour lesquels l'industrie russe dispose d'une avance importante comme les moteurs-fusées à rendement élevé utilisant la combinaison Kérosène/oxygène qui a désormais la faveur des constructeurs pour le premier étage des fusées. Ce type de moteur équipe la fusée lourde américaine Atlas V.
- Des prestations de service

La production de l'industrie spatiale russe est fortement imbriquée avec le même secteur en Ukraine. Ces liens remontent à l'époque de l'Union soviétique. Ils concernent plus particulièrement le bureau d'études Ioujnoïe et l'établissement industriel Ioujmach situés à Dnipropetrovsk, constructeur des lanceurs Tsyklon, Zenit et Dnepr.
Les développements dans le domaine spatial s'appuient sur plusieurs laboratoires et instituts spécialisés dans la recherche et les tests : TsNIIMash, NITz RKP, Institut de mathématiques appliquées Keldych, TsIAM.